# The White Stripes (album)
The White Stripes er det første og selvbetitlede album af bandet The White Stripes fra 1999.
Lyden er rå, da pladen ikke er indspillet i et studie, men i guitaristen og forsangeren, Jack Whites hus. Desuden har bandet gået efter en grov lyd, blandt andet ved at synge ind i en mikrofon til guitar, og ikke til sang.
Hele albummet er optaget på en såkaldt 8-track, der næsten er at betragte som en antikvitet.

## Indhold
1. Jimmy The Exploder – simpel rocksang om en abe som sprænger alt, der ikke er rødt, i luften.
2. Stop Breaking Down – cover af Robert Johnsons sang af samme navn, men denne gang elektrisk.
3. The Big Three Killed My Baby – Skrigende elektrisk guitar og en stortromme leder dette værk, der handler om store selskabers juridiske mord på den almindelige borger.
4. Suzy Lee – Kærlighedssang, dog uden at være rock-ballade.
5. Sugar Never Tasted So Good – en sang i en lidt anden stil end de foregående, spillet på akustisk guitar og en mindre tromme, samt tamburin. Rock-ballade.
6. Wasting My Time – Om at vente på ting der ikke kommer.
7. Cannon – også kendt som John the Revelator.
8. Astro – Meget simpel sang, der handler om, at alle gør noget i hemmelighed. Sangen var skrevet dagen før den blev optaget.
9. Broken Bricks – En sang i et hurtigt tempo, om et ubehageligt sted.
10. When I Hear My Name – En af de mest komplicerede sange bandet spiller. Handler om generthed.
11. Do – Om at føle at man ikke passer ind.
12. Screwdriver – Aggressiv rocksang om at rejse.
13. One More Cup of Coffee – Bob Dylan cover.
14. Little People – Om børn og deres fantasi.
15. Slicker Drips – sang om at føle sig uelsket.
16. St James Infirmary Blues – J Primrose Cover.
17. I fought Piranhas – Spillet på slideguitar. Sang med klart Bluespræg.

The White Stripes er det første af i alt fem albums af bandet The White Stripes de følgende er: De Stijl, White Blood Cells, Elephant og Get Behind Me Satan.